# James Thompson (agrimensor)
James Thompson (Abbeville, 1789 – Condado de Randolph, 6 de outubro de 1872) foi um agrimensor norte-americano que criou a primeira planta de Chicago. Nascido na Carolina do Sul, Thompson mudou-se para Kaskaskia, no sul de Illinois, quando jovem e viveu na área pelo resto da sua vida, trabalhando principalmente como agrimensor. Ele foi contratado para registar assentamentos nas extremidades do proposto Canal de Illinois e Michigan, no norte de Illinois; ele completou a planta de Chicago, o assentamento no extremo leste, a 4 de agosto de 1830. Depois de concluir a sua pesquisa sobre Chicago, ele voltou para a área de Kaskaskia e recusou uma oferta de um terreno em Chicago, tendo optado por um pagamento em dinheiro. Além do seu trabalho de agrimensura, ele serviu em vários cargos, como juiz de sucessões, comissário do condado e oficial da milícia de Illinois durante a Guerra de Black Hawk.
Chicago aparece em mapas do século XVII e era habitada por não-indígenas desde o final do século XVIII. O plano de Thompson fixou a localização associada à palavra "Chicago", que já havia sido usada para vários lugares ao redor da costa sudoeste do Lago Michigan, e permitiu que os residentes da área obtivessem o título legal da sua propriedade. As extensões da planta de Thompson foram realizadas nos anos seguintes, à medida que Chicago sofria uma rápida expansão. Chicago foi definida como pequena cidade em 1833 e como cidade em 1837, conforme o crescimento continuou, e em 1890 tinha mais de um milhão de habitantes e era a segunda cidade mais populosa dos Estados Unidos. Thompson foi homenageado várias vezes na história de Chicago; o seu túmulo, que originalmente não estava marcado, recebeu um monumento da cidade de Chicago em 1917.

## Início de vida
James Thompson nasceu em 1789 em Abbeville, Carolina do Sul, filho de Mary Glasgow e John Porter Thompson. Os seus pais eram imigrantes escoceses-irlandeses que se mudaram para a área antes da Revolução Americana. Membros da comunidade escocesa-irlandesa em Abbeville criaram um assentamento perto de Kaskaskia no Condado de Randolph, Illinois, em 1802. Dois dos tios de Thompson mudaram-se para o assentamento em 1804, seguidos por Thompson e um irmão em 1814. Thompson serviu como professor em Kaskaskia por três anos antes de se casar com a sua prima Margaret em outubro de 1817 e, com efeito, moraram nas proximidades de Preston. O casal acabaria por ter 12 filhos.

## Carreira

### Início de carreira
Em 1819, Thompson completou o levantamento das estradas Kaskaskia e Covington, que ligavam o condado de Randolph aos condados de St. Clair e Washington. Servindo como comissário do condado durante 1820 e 1821, ao lado de David Anderson e Niles Hotchkiss, implementou o Censo dos Estados Unidos de 1820 e um censo estadual contemporâneo no Condado de Randolph. Em 1821, foi nomeado agrimensor dos Estados Unidos e ocupou esse cargo ao longo de cerca de 20 anos. Ele empreendeu outros projetos de levantamento dentro e ao redor do condado de Randolph, incluindo uma estrada ligando Kaskaskia à então capital do estado de Vandalia em 1824 e a fronteira dos condados de Randolph e Monroe em fevereiro de 1830.

### Planta de Chicago

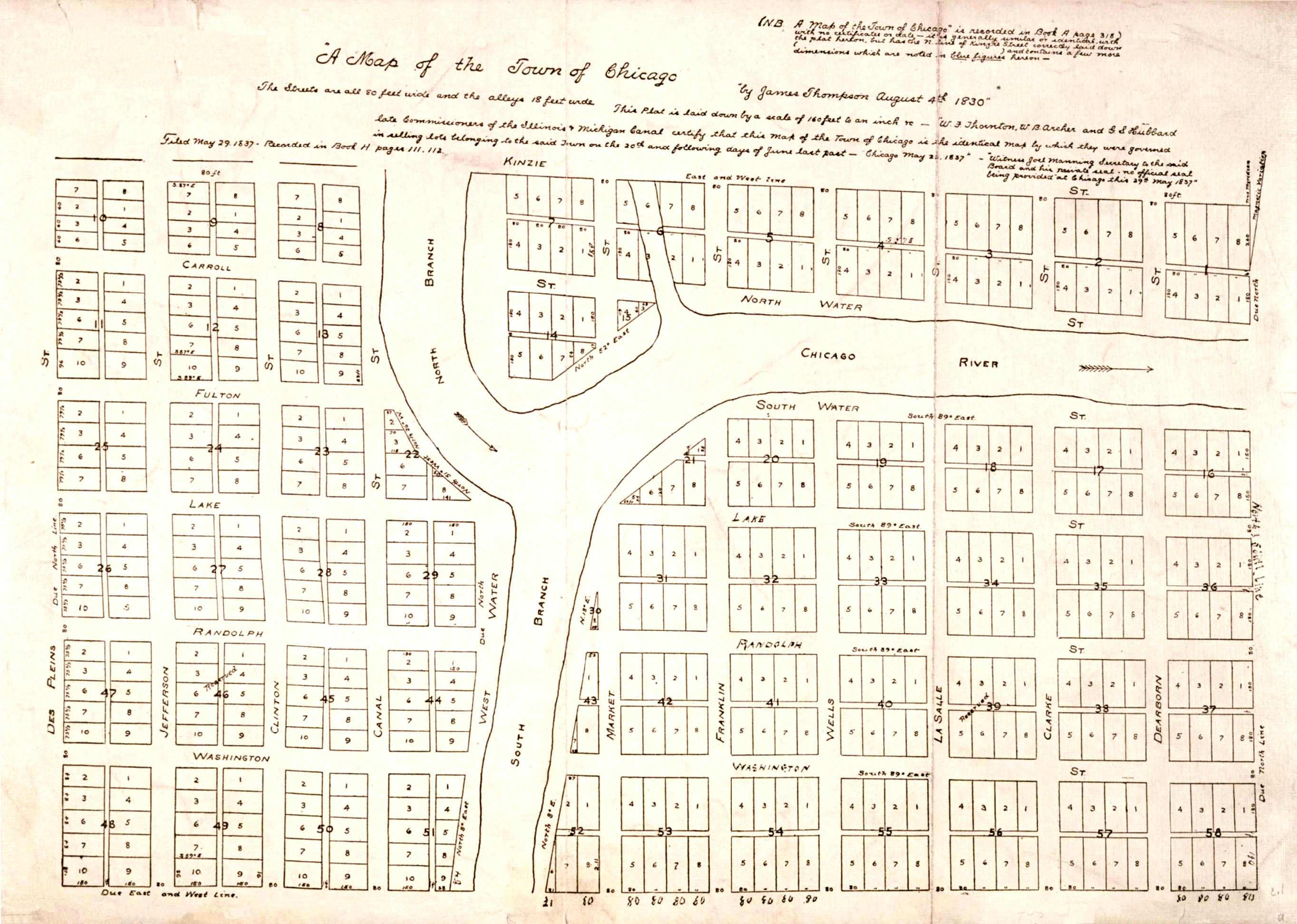
Planta de Thompson de Chicago

Pouco após se tornar um estado em 1818, Illinois planeou conectar o rio Illinois ao leste dos Estados Unidos por um canal, conectando-o aos Grandes Lagos e, portanto, ao Canal Erie. O Congresso concedeu ao estado um direito de passagem para o proposto Canal de Illinois e Michigan em 1822, e aumentou essa concessão em 1827 com parcelas de terra adjacentes ao canal proposto para vender e levantar fundos para a sua construção. O canal foi planeado para abranger um curso de Ottawa no rio Illinois, no oeste, até Chicago, no Lago Michigan, no leste. Em 1830, os comissários nomeados pelo estado para o canal proposto contrataram Thompson para inspecionar as duas extremidades; Thompson terminou o levantamento de Ottawa a 5 julho e de Chicago a 4 de agosto.
O levantamento de Thompson definiu as delimitações de Chicago pela Kinzie Street, Madison Street, State Street e Desplaines Street, uma área de cerca de 0,97 km². Não se estendia até ao Lago Michigan porque o Fort Dearborn, construído pelo governo dos Estados Unidos em 1803, ocupava terras às margens do lago. A área da planta foi dividida em 58 quarteirões, aos quais foram atribuídos números de nordeste a sudeste em ordem de bustrophedon, e continham ruas com 20 metros de largura e vielas de 4,9 de largura. A cabana do pioneiro Mark Beaubien terminava no meio de uma das ruas; ele comprou dois lotes do terreno e aumentou a sua propriedade em alguns metros.
Thompson nomeou as ruas da área. Várias delas, como Randolph Street, receberam o nome do condado de Randolph e dos seus condados vizinhos. A Lake Street foi nomeada por ser considerada a rua mais provável a chegar primeiro ao Lago Michigan devido à sua posição perto do rio Chicago, ao sul do forte. A Dearborn Street recebeu o mesmo nome por ser a rua norte-sul mais próxima do forte. As ruas Kinzie, LaSalle e Wells foram nomeadas em homenagem a figuras históricas associadas à área. As ruas State e Madison não tinham nome na planta, ficando a State Street servindo apenas como limite entre a área da planta e o forte.

### Últimos anos
Após concluir a sua análise de Chicago, Thompson voltou ao condado de Randolph e recusou uma oferta de terreno em Chicago, optando antes por um pagamento em dinheiro de 300 dólares. Revendo os seus projetos anteriores, ele reviu Kaskaskia e Covington Road em 1831 e a estrada entre Kasaskia e Vanadalia em 1833. Sucedendo a Hunt, foi um juiz no Condado de Randolph de 1831 até 1848; o seu mandato terminou quando uma nova Constituição de Illinois fez com que o Juiz do Condado de um condado ficasse automaticamente encarregado do probate, e o juiz do condado John Campbell assumiu a função.  Nesta função, Thompson lidou com as propriedades dos primeiros políticos de Illinois, como Shadrach Bond e Pierre Menard. Na Guerra de Black Hawk de 1832, ele serviu como tenente e mais tarde capitão dos Voluntários Montados de Illinois. Ele efetuou trabalhos de levantamento para diversas outras cidades e condados do estado de Illinois, e nos últimos anos passou a ser auxiliado por alguns dos seus filhos. Em 1859, tornou-se vice-inspetor do condado de Randolph,  momento em que a sua reputação era tal que "sempre que o nome de James Thompson é mencionado, a ideia de agrimensura é sugerida". Muitos membros da família de Thompson também se tornariam agrimensores, incluindo um irmão, vários filhos e um genro. Thompson faleceu no condado de Randolph no dia 6 de outubro de 1872, e foi enterrado no cemitério de Preston.

## Legado

Chicago na época da planta de James Thompson; o ponto preto marca a localização da casa du Sable

Chicago aparece sob várias grafias em mapas que datam do século XVII e está presente na maioria dos mapas do século XVIII da América do Norte. Jean Baptiste Point du Sable foi o primeiro residente permanente não indígena da área, estabelecendo-se na foz do rio Chicago até 1790. O governo dos Estados Unidos construiu o Fort Dearborn na área em 1803, e mais pioneiros estabeleceram-se no início do século XIX, totalizando aproximadamente 75 indivíduos em 1830.
Antes da pesquisa de Thompson, a palavra "Chicago", derivada de uma palavra indígena para alho-poró selvagem na área, era usada para se referir a vários locais na área, como os atuais rios Chicago e Des Plaines. A pesquisa de Thompson definiu a geografia implicada pela palavra e permitiu que ela fosse comprada e vendida em parcelas. A planta de Thompson criou um sistema de grades para o layout das ruas de Chicago, e deu aos seus residentes o título legal das suas terras. Chicago começou a expandir-se rapidamente na década de 1830, recebendo a definição de pequena cidade em 1833 e cidade em 1837, e a planta foi estendida a partir de 1834. A planta e a sua grelha representavam a mercantilização da terra na cidade, que definiria o seu desenvolvimento no século XIX; a grelha combinada com o advento da construção em forma de balão impulsionou o rápido crescimento de Chicago. A expansão de Chicago foi reforçada em meados do século XIX, quando se tornou um centro de transportes para os Estados Unidos e, em 1890, tinha mais de um milhão de residentes e era a segunda cidade mais populosa dos Estados Unidos.
A interseção das ruas State e Madison foi selecionada como a origem do sistema de endereço de Chicago em 1909, pois era a linha de base da planta de Thompson. O Real Estate Board of Chicago comemorou o 100.º aniversário da planta de Thompson doando terras ao redor de Chicago para os vencedores de um concurso de redação; uma sobrinha-neta de Thompson recebeu o terceiro prémio e um terreno em Wheaton. O Chicago Tribune comemorou o 125.º aniversário da planta como "aniversário de Chicago" e afirmou que Chicago foi a única grande cidade do mundo a ter uma data tão definitiva. A cópia original da planta é mantida pelo Museu de História de Chicago, a quem foi doado por P. W. Kunning da Associação de Comércio e Indústria de Chicago em 1954. O desenvolvimento do Bloco 37 no Chicago Loop recebeu o nome de um dos blocos numerados na planta de Thompson.
O túmulo de Thompson não foi originalmente marcado. Em 1917, um vereador de Chicago questionou o porquê de a State e Madison terem sido escolhidas como as linhas de base da grelha de Chicago, dado que a sua interseção está localizada bem a leste do centro geográfico da cidade. Uma investigação sobre o assunto descobriu que Thompson havia usado essas ruas como base da sua pesquisa e revelou a importância histórica de Thompson para Chicago. O Conselho da Cidade de Chicago alocou fundos para um monumento a Thompson no seu túmulo, que foi dedicado pelo prefeito William Hale Thompson a 30 de maio de 1917.